# Terras Baixas (Escócia)

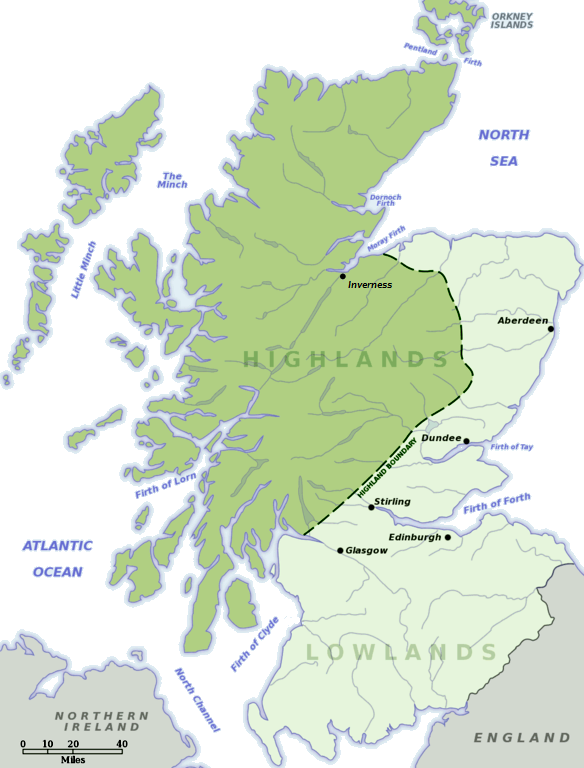
A divisão das Terras Altas com as Terras Baixas.

As Terras Baixas da Escócia (gaélico escocês A' Ghalldachd', significado aproximado 'região não-gaélica', em inglês Scottish Lowlands) são a região plana no sul da Escócia, onde existe uma forte tradição da igreja presbiteriana (a Kirk, uma igreja calvinista). É também a zona mais desenvolvida da Escócia, ali se situando as cidades de Glasgow e Edimburgo.
Esse topônimo não é usado formalmente e na realidade ele abrange algo que seria entre a parte meridional do Planalto Central Escocês e as Bordas (Borders).
Por contraste, as Terras Altas são uma região mais tradicional, pobre, onde o catolicismo permaneceu influente ao longo da História da Escócia.